# Мартинес, Роман
Рома́н Марти́нес (исп. Román Martínez; род. 31 января 1983, Вега-Баха, Пуэрто-Рико) — пуэрто-риканский боксёр-профессионал, выступавший во второй полулёгкой и в лёгкой весовых категориях. Чемпион мира по версии WBO (2009—2010, 2012—2013, 2015—2016) во 2-м полулёгком весе.

## Профессиональная карьера
Роман Мартинес дебютировал на профессиональном ринге в декабре 2001 года, в возрасте 18 лет в первой лёгкой весовой категории.
24 сентября 2003 года свёл в ничью поединок с колумбийцем Хосе Леонардо Крусом (9-0).
В ноябре 2006 года победил техническим решением судей мексиканца Бауделя Карденаса, и завоевал латиноамериканский титул по версии WBO.
2 февраля 2007 года, Мартинес раздельным решением победил доминиканца Франсиско Лоренсо (27-3), и завоевал титул интерконтинентального чемпиона мира по версии WBO. В августе 2007 года Мартинес нокаутировал доминиканца Даниэля Яминеса (17-1-1), и завоевал титул по версии WBO NABO.
В декабре 2008 года Роман победил по очкам опытного колумбийца, Уолтера Эстраду (34-7).
13 марта 2009 года Мартинес нокаутировал в четвёртом раунде британца Ника Кука, и стал новым чемпионом мира в первом лёгком весе по версии WBO.
В сентябре 2010 года в третьей защите титула, близким решением проиграл по очкам титул британцу, Рикки Бёрнсу, и потерпел первое поражение в карьере.
В сентябре 2012 года в бою за вакантный титул чемпиона мира по версии WBO, Роман Мартинес раздельным решением судей победил мексиканца Мигеля Бельтрана (27-1), и снова завоевал чемпионский пояс.
19 января 2013 года свёл вничью защиту титула против молодого мексиканца, Хуана Карлоса Бургоса (30-1).
6 апреля 2013 года в Китае единогласным решением судей победил американского проспекта Диего Магдалено.
9 ноября Мартинес проиграл титул WBO американцу Мигелю Анхелю Гарсие нокаутом в 8-м раунде.
11 июня 2016 года Мартинес проиграл титул WBO украинцу Василию Ломаченко нокаутом в 5-м раунде.

## Таблица боёв
В таблице перечислены результаты всех поединков боксёров.
В каждой строке указан результат поединка. Дополнительно номер поединка обозначен цветом, который обозначает итог поединка. Расшифровка обозначений и цветов представлена в нижеследующей таблице.
| Пример | Расшифровка                     |
| ------ | ------------------------------- |
|        | Победа                          |
|        | Ничья                           |
|        | Поражение                       |
|        | Планируемый поединок            |
|        | Поединок признан несостоявшимся |
| КО     | Нокаут                          |
| ТКО    | Технический нокаут              |
| PTS    | Решение судей (по очкам)        |
| UD     | Единогласное решение судей      |
| MD     | Решение большинства судей       |
| SD     | Раздельное решение судей        |
| RTD    | Отказ от продолжения боя        |
| DQ     | Дисквалификация                 |
| NC     | Поединок признан несостоявшимся |

| Результат | Соперник             | Показатели соперника | Тип, Раунд, Время | Дата             | Место боя                                                | Комментарии |
| --------- | -------------------- | -------------------- | ----------------- | ---------------- | -------------------------------------------------------- | --- |
| 30-4-3    | Юриоркис Гамбоа      | 29-2-0               | KO 2 (10), 2:00   | 27 июля 2019     | Royal Farms Arena, Балтимор, США                         | |
| 30-3-3    | Уильям Гонсалес      | 30-10-0              | TKO 8 (10), 1:03  | 29 марта 2019    | Cancha Ruben Zayas Montanez, Трухильо-Альто, Пуэрто-Рико | |
| 29-3-3    | Василий Ломаченко    | 6-1-0                | KO 5 (12), 1:09   | 11 июня 2016     | Мэдисон-сквер-гарден, Нью-Йорк, США                      | Бой за титул чемпиона мира по версии WBO во втором полулёгком весе, 2-я защита Мартинеса.                                      |
| 29-2-3    | Орландо Салидо       | 42-13-2              | SD (12)           | 12 сентября 2015 | Лас-Вегас                                                | 115-113, 113-115, 114-114. Защитил титул WBO во втором полулёгком весе, 1-я защита Мартинеса.                                  |
| 29-2-2    | Орландо Салидо       | 42-12-2              | UD (12)           | 11 апреля 2015   | Сан-Хуан                                                 | 114-111, 115-110, 116-109. Завоевал титул WBO во втором полулёгком весе.                                                       |
| 28-2-2    | Герберт Кворти       | 12-9                 | KO 2 (10), 2:33   | 20 декабря 2014  | Каролина                                                 | |
| 27-2-2    | Мигель Анхель Гарсия | 32-0                 | KO 8 (12), 0:56   | 9 ноября 2013    | Корпус-Кристи                                            | Потерял титул WBO во втором полулёгком весе. Гарсия в нокдауне во 2 раунде.                                                    |
| 27-1-2    | Диего Магдалено      | 23-0                 | SD (12)           | 6 апреля 2013    | Макао                                                    | 115-112, 114-113, 111-116. Защитил титул WBO во втором полулёгком весе.                                                        |
| 26-1-2    | Хуан Карлос Бургос   | 30-1                 | SD (12)           | 19 января 2013   | Нью-Йорк                                                 | 116-112, 111-117, 114-114. Защитил титул WBO во втором полулёгком весе.                                                        |
| 26-1-1    | Мигель Бельтран-мл.  | 27-1                 | SD (12)           | 15 сентября 2012 | Парадайз                                                 | 114-113, 114-113, 111-116. Выиграл вакантный титул WBO во втором полулёгком весе.                                              |
| 25-1-1    | Дэниел Атта          | 26-7-1               | TKO 6 (12), 1:50  | 1 октября 2011   | Баямон                                                   | Выиграл вакантный титул WBO Inter-Continental во втором полулёгком весе. Атта 1 раз в нокдауне в 3 раунде и 2 раза в 6 раунде. |
| 24-1-1    | Рикки Бернс          | 28-2                 | UD (12)           | 4 сентября 2010  | Глазго                                                   | 112-115, 112-115, 113-115. Потерял титул WBO во втором полулёгком весе. Бернс в нокдауне в 1 раунде.                           |
| 24-0-1    | Гонсало Мунгиа       | 17-6-3               | KO 4 (12), 1:48   | 29 мая 2010      | Баямон                                                   | Защитил титул WBO во втором полулёгком весе.                                                                                   |
| 23-0-1    | Фейдер Вилория       | 22-4-1               | KO 9 (12), 2:59   | 12 сентября 2009 | Сан-Хуан                                                 | Защитил титул WBO во втором полулёгком весе.                                                                                   |
| 22-0-1    | Никки Кук            | 29-1                 | TKO 4 (12), 2:20  | 14 марта 2009    | Манчестер                                                | Выиграл титул WBO во втором полулёгком весе (первый титул чемпиона мира в карьере Мартинеса).                                  |
| 21-0-1    | Уолтер Эстрада       | 34-7                 | UD (12)           | 13 декабря 2008  | Флаг Пуэрто-Рико                                         | |